# Wonderful Tonight
"Wonderful Tonight" là ca khúc được viết bởi Eric Clapton, nằm trong album năm 1977 có tên Slowhand. Clapton viết ca khúc này cho người tình của mình khi đó là Pattie Boyd.

## Bối cảnh
Clapton sáng tác "Wonderful Tonight" tặng Boyd trong khi đợi cô chuẩn bị tham dự bữa tiệc Buddy Holly hàng năm của Paul và Linda McCartney ngày 7 tháng 9 năm 1976. Về ca khúc này, Boyd nói: "Trong nhiều năm, nó đã xé nát tâm can tôi. Vì nó gợi nhớ về Eric, và George trước đó nữa. Viết nên giai điệu như vậy thật sự quá bốc đồng. 'Wonderful Tonight' là lời nhắc nhở sâu sắc nhất về tất cả những gì tốt đẹp trong mối quan hệ giắc chúng tôi, và khi mọi thứ tan vỡ, nó lại trở thành nỗi giày vò."  Bài hát cũng được nhắc tới trong cuốn tự truyện của cô Wonderful Tonight: George Harrison, Eric Clapton and Me.

## Thành tích
| Bảng xếp hạng (1978–2000)               | Vị trí cao nhất |
| --------------------------------------- | --------------- |
| Bỉ (Ultratop 50 Flanders)               | 5               |
| Belgium (VRT Top 30 Flanders)           | 6               |
| Canada (CHUM)                           | 16              |
| Canadian Top Singles (RPM)              | 15              |
| Ireland (IRMA)                          | 13              |
| Japanese International Singles (Oricon) | 1               |
| Hà Lan (Dutch Top 40)                   | 3               |
| Hà Lan (Single Top 100)                 | 2               |
| New Zealand (Recorded Music NZ)         | 26              |
| Anh Quốc (OCC)                          | 30              |
| US Billboard Hot 100                    | 16              |

| Bảng xếp hạng (1978)       | Vị trí |
| -------------------------- | ------ |
| Canadian Top Singles (RPM) | 144    |

| Chart (1988)                    | Position |
| ------------------------------- | -------- |
| Belgium (Ultratop 50 Flanders)  | 39       |
| Netherlands (Dutch Singles 100) | 9        |